# Campeonato Mundial de Biatlón de 1971
El XI Campeonato Mundial de Biatlón se celebró en la localidad de Hämeenlinna (Finlandia) entre el 6 y el 7 de marzo de 1971 bajo la organización de la Unión Internacional de Biatlón (IBU) y la Asociación Finlandesa de Biatlón. 

## Resultados

### Masculino
| Evento                     | Oro                                                            | Plata                                                                          | Bronce                                                                     |
| -------------------------- | -------------------------------------------------------------- | ------------------------------------------------------------------------------ | -------------------------------------------------------------------------- |
| 20 km individual (06.03)   | Dieter Speer RDA 1:18:20,2                                     | Alexandr Tijonov URSS 1:18:48,4                                                | Magnar Solberg · Noruega · 1:20:00,9                                       |
| Relevos 4 × 7,5 km (07.03) | URSS Alexandr Tijonov Viktor Mamatov Rinat Safin Nazim Mujitov | Noruega · Tor Svendsberget · Ragnar Tveiten · Magnar Solberg · Ivar Nordkild · | Polonia · Józef Różak · Andrzej Rapacz · Aleksander Klima · Józef Stopka · |

## Medallero
| Núm. | País    | Oro | Plata | Bronce | Total |
| ---- | ------- | --- | ----- | ------ | ----- |
| 1    | URSS    | 1   | 1     | 0      | 2     |
| 2    | RDA     | 1   | 0     | 0      | 1     |
| 3    | Noruega | 0   | 1     | 1      | 2     |
| 4    | Polonia | 0   | 0     | 1      | 1     |
|      | TOTAL   | 2   | 2     | 2      | 6     |